# Wacom
Wacom Co., Ltd. est une entreprise japonaise produisant des tablettes graphiques, tablettes de signature électronique et des produits similaires, basée à Kazo, dans la préfecture de Saitama, au Japon. C'est un des plus grands producteurs de tablettes graphiques.
Le siège social pour l'Europe, l'Afrique et le Proche-Orient est situé à l'Europark Fichtenhain de Krefeld en Allemagne et le siège pour les Amériques se trouve à Portland, dans l'État de l'Orégon aux États-Unis d'Amérique, depuis 2016.

## Historique

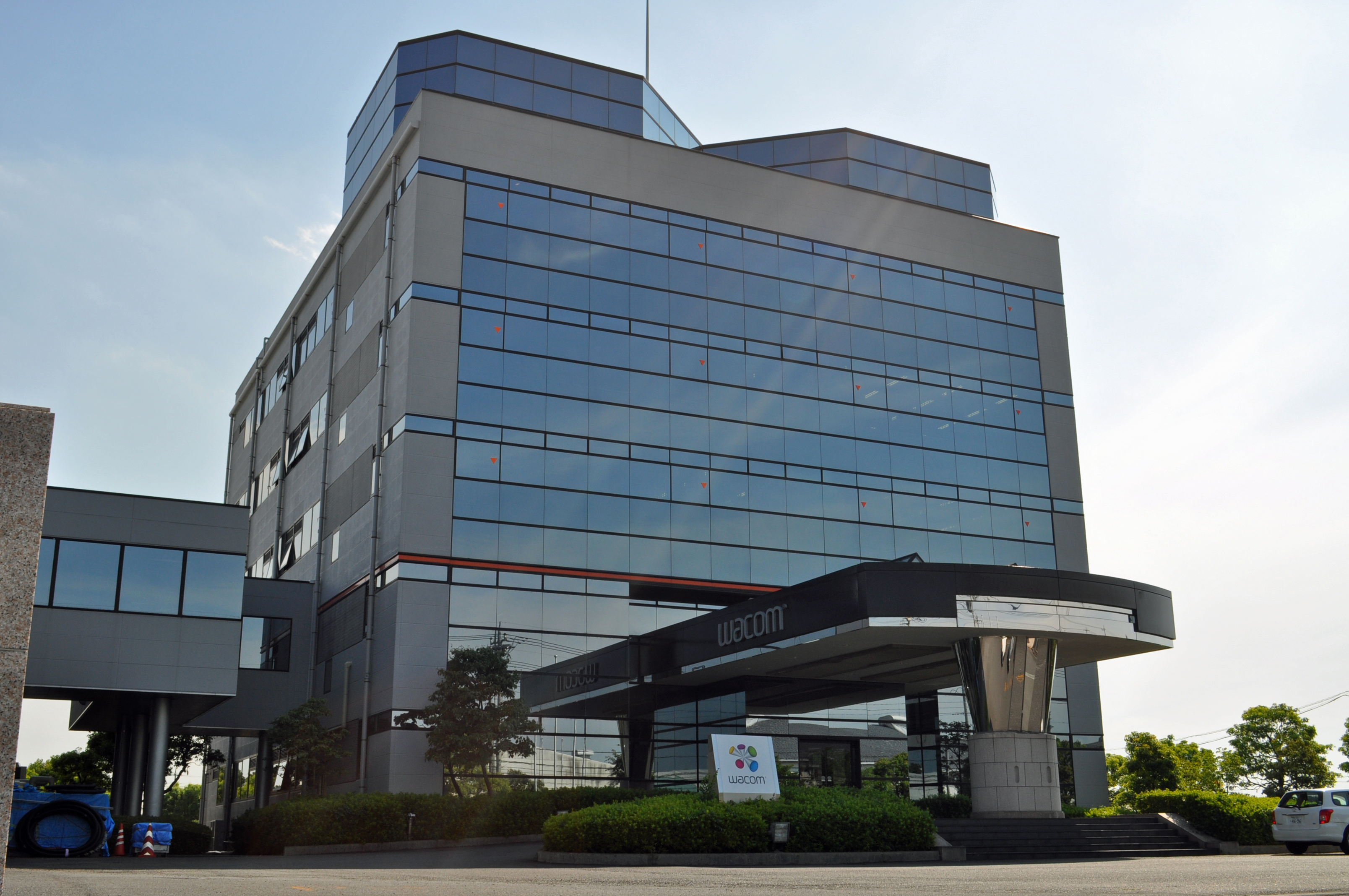
Siège de la compagnie à Kazo

En 1996, Wacom sort l'Artpad, tablette graphique à 1 000 F (environ 150 euros), compatible avec l'Amiga (à l'époque une des rares machines alliant à la fois de bonnes capacités graphiques et de calcul à un prix accessible au grand public), permettant un accès plus populaire à cet outil.

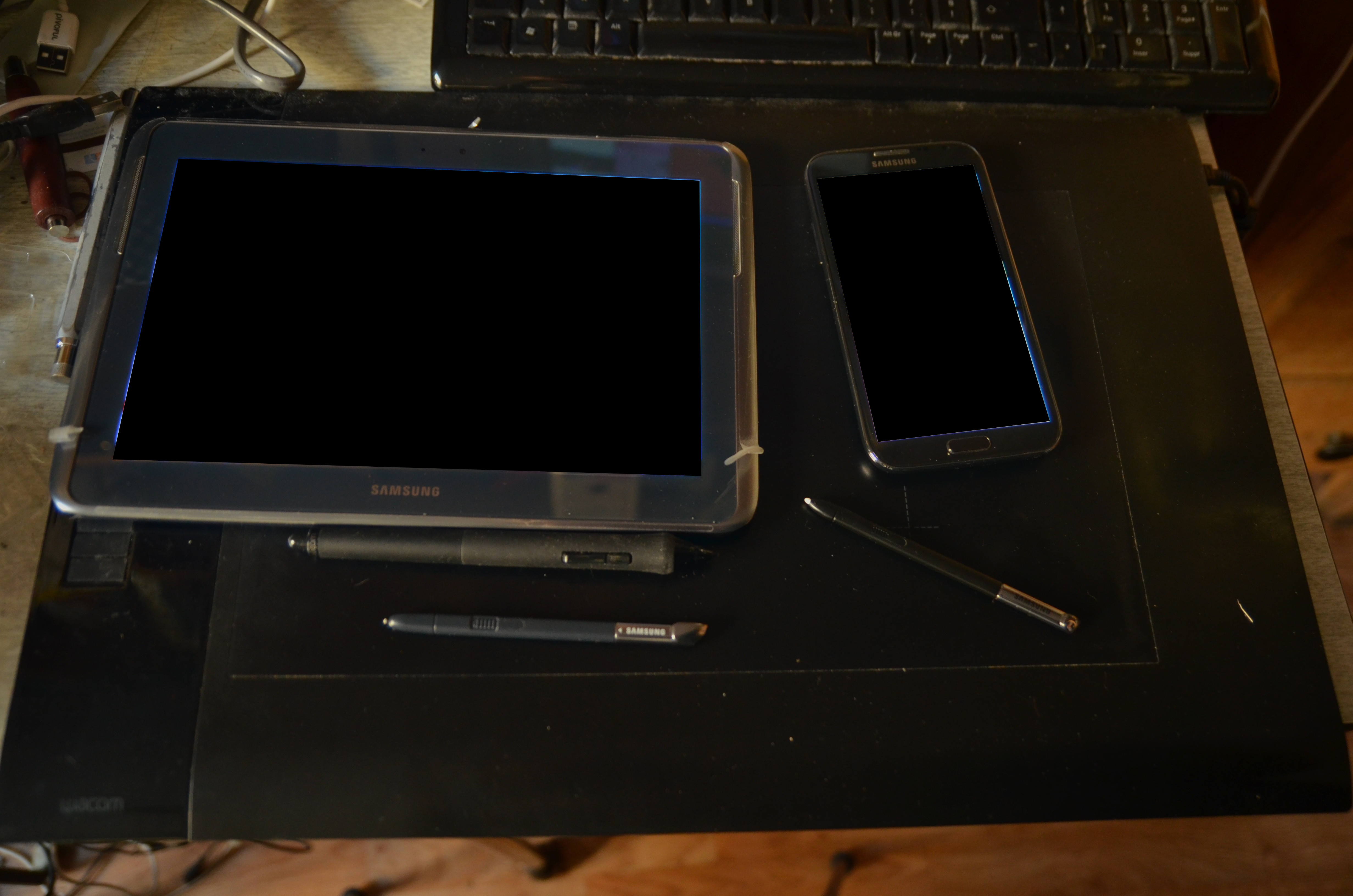
Samsung Galaxy Note II et Galaxy Note 10.1 posées sur une tablette graphique Wacom Intuos4, utilisant toutes des stylet de technologie Wacom

En 2005, Wacom annonçait avoir une part de marché de 93,8 % au Japon et d'environ 85 % dans le reste du monde.
En 2007, Wacom sort la tablette graphique Cintiq, en deux formats, 12 pouces et 21 pouces, intégrant un écran LCD (le modèle 20 pouces fut plus tard remplacé, l'écran étant de mauvaise qualité). La partie écran comme la partie tablette graphique de la tablette sont reliés à l'ordinateur sur lequel fonctionne le logiciel. Cela permet de dessiner directement sur l'écran.
En octobre 2010, la compagnie chinoise Eren Eben (E人E本) sort le T2, une tablette numérique équipée d'un stylet de technologie Wacom.
Vers 2010, Wacom commença à commercialiser une nouvelle gamme de cintiq équipés d'un écran haute définition, les modèles HD. Certaines sont également équipées de la saisie multi-touch.
Un an plus tard, la technologie de Wacom est utilisée pour S Pen des phablettes et tablettes numériques Samsung de la série Note dont le premier modèle sort en 2011.
Le 2 décembre 2013, la société E Ink, spécialisée dans les papiers électroniques, propose la tablette 13,3" 8069 TW équipée de la technologie Wacom

## Produits
Les différentes séries Cintiq et Intuos Pro sont destinées aux usages professionnels et semi-professionnels, tandis que la série Bamboo, qui est maintenant remplacée par la série Intuos (Draw, Art, Comic et Photo), est faite des modèles destinés aux usages familiaux.